# Tulipa oreophila
Tulipa oreophila är en liljeväxtart som beskrevs av Karl Heinz Rechinger. Tulipa oreophila ingår i släktet tulpaner, och familjen liljeväxter.
Artens utbredningsområde är Afghanistan. Inga underarter finns listade.